# Tolhuis (Gorinchem)

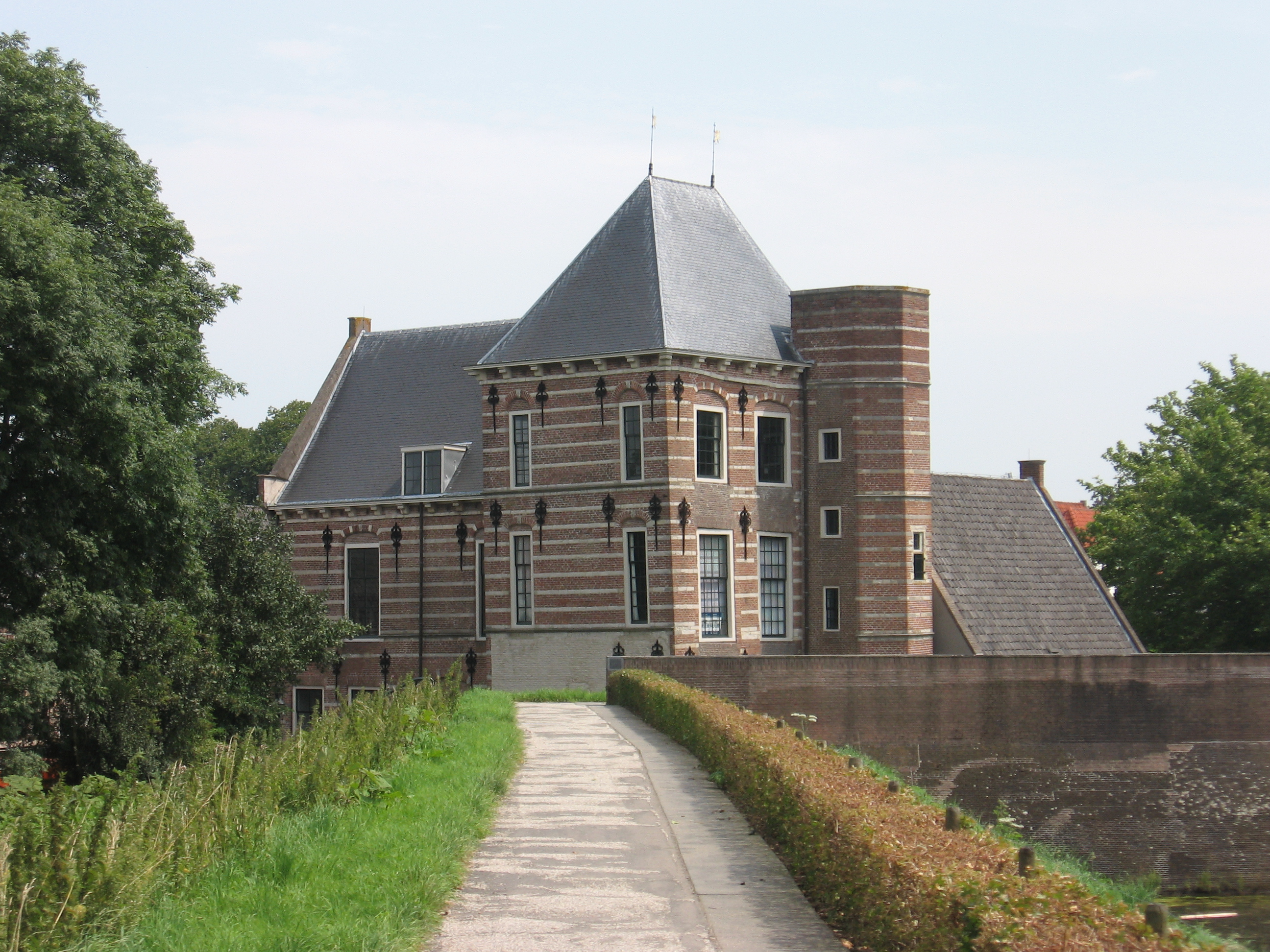
Het tolhuis

Het Tolhuis in de stad Gorinchem, in de Nederlandse provincie Zuid-Holland, is een historisch bouwwerk uit 1598. Het Tolhuis bevindt zich aan het einde van de Molenstraat op het zuidelijkste bastion van de vestingstad.
Sinds 1869 is het tolhuis in gebruik als artilleriekazerne. Daarna heeft het bouwwerk diverse functies vervuld; bibliotheek, leeszaal en arbeidsbureau.
Het bouwwerk is een rijksmonument.